# Taraskî, Hmilnîk
Taraskî (în ucraineană Тараски) este un sat în comuna Ulaniv din raionul Hmilnîk, regiunea Vinnița, Ucraina.

## Demografie
Componența lingvistică a localității Taraskî
     Ucraineană (99,43%)
     Alte limbi (0,57%)
Conform recensământului din 2001, majoritatea populației localității Taraskî era vorbitoare de ucraineană (99,43%), existând în minoritate și vorbitori de alte limbi.